# Литературные воспоминания (Панаев)

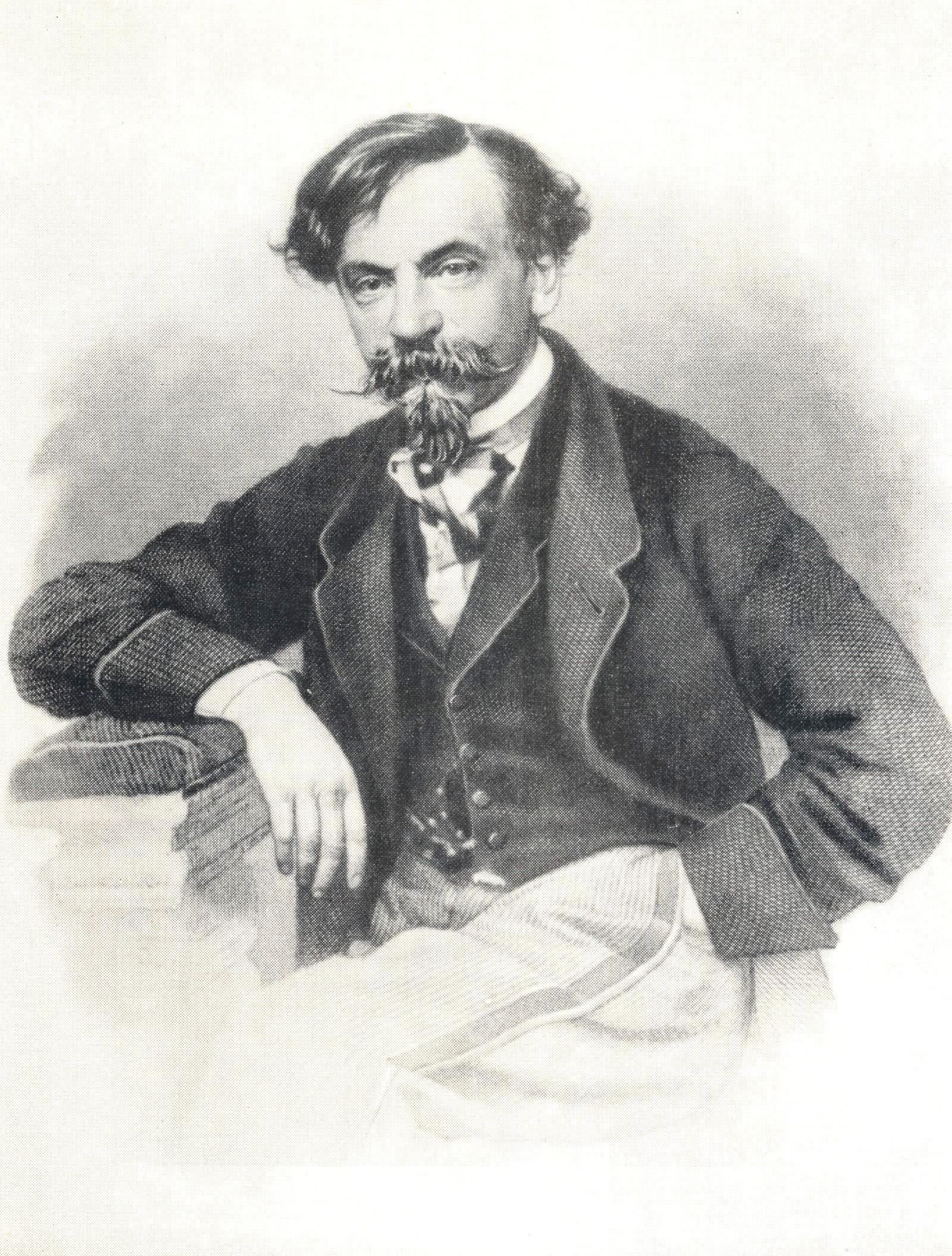
И. И. Панаев

«Литературные воспоминания» — мемуары русского писателя и журналиста Ивана Ивановича Панаева (1812–1862), посвящённые главным образом его встречам со знаменитыми авторами середины XIX века: Гоголем, Тургеневым, Достоевским, Л. Н. Толстым, Белинским, Некрасовым, Гончаровым. «Воспоминания» были закончены Панаевым в 1860 году и увидели свет в следующем году на страницах журнала «Современник». Они имели успех и в продолжение XIX века неоднократно переиздавались.
Панаев с конца 1830-х годов находился в центре литературной жизни. Он был успешным беллетристом, сотрудником журнала «Отечественные записки», «Современник»; с 1847 года он стал редактором «Современника». При написании журнальных пародий и фельетонов Панаев использовал псевдоним «Новый поэт». Уже в «Заметках Нового поэта» начала 1850-х годов содержатся некоторые из критических зарисовок и мемуарных очерков автора. В заметке, опубликованной в 6 номере «Современника» за 1855 год, Панаев с иронией характеризует волну мемуаров о Гоголе, появившихся после кончины писателя, «с его незначительным словом, произнесенным когда-то и где-то, или с трехстрочной запиской, вымоленной у кого-то из его приятелей»; историю своей встречи с писателем Панаев излагает в ироническом ключе, почти как пародию на мемуарный жанр. Мемуаристике Панаева был свойственен публицистический оттенок: он с осуждением говорил о дворянском быте своего детства, образовании, целью которого было внушить «чинопочитание и покорность», бессмысленной жизни чиновников и светских денди; всему этому противопоставляется живой и увлекательный мир литературы.
Над «Литературными воспоминаниями» Панаев работал в течение нескольких последних лет своей жизни. Этот же период (вторая половина 1850-х годов) совпадает с продолжением его деятельности как литературного критика и фельетониста в журнале «Современник».
«Воспоминания» разделены на три хронологических раздела: «Часть первая (1830—1839)», «Часть вторая (1839—1847)»; к ним также добавлены мемуарные очерки «Воспоминание о Белинском» и «По поводу похорон Добролюбова». Очерк Панаева о Белинском, опубликованный ещё в 1860 году, стал основой сюжета картины А. А. Наумова «Белинский перед смертью» (хотя самого Панаева, который также изображён на картине, Наумов никогда не видел). 

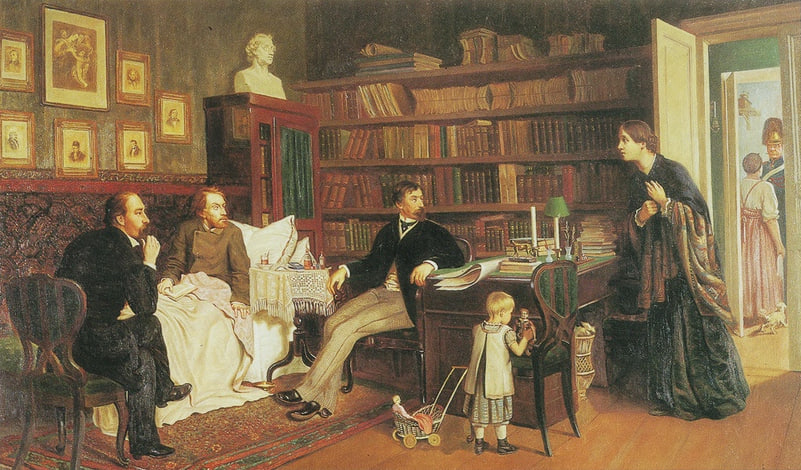
А. А. Наумов. «Н. А. Некрасов и И. И. Панаев у больного В. Г. Белинского» (1881).

Описание общества николаевской эпохи, содержащееся в «Воспоминаниях», можно условно разделить на три основные направления. Первое из них касается официальной среды эпохи, куда попадают образовательная система, бюрократия, описание которых так или иначе приводятся автором в соответствии с основными вехами своей биографии и взаимодействия с этой средой вообще. Вторая группа сведений также касается среды, во взаимодействии с которой и происходит развитие «литературного действа» — имеется в виду светское общество, на которое автор дает часто меткий критический взгляд. И третья группа сведений относится, наконец, к описанию собственно литературной среды трех десятилетий её развития, которые застал автор.
По мнению исследователей (в частности, Е. Г. Падериной), мемуары Панаева отличает высокая степень беллетризации: это «литература, инкрустированная отдельными воспоминаниями и в случае с Гоголем, как есть основания полагать, не всегда своими». Гоголь иронически выведен в образе «знаменитого литературного авторитета» в повести «Великосветский хлыщ». Они содержат много фактических неточностей, которые отмечались ещё при жизни автора: так, автор одной из рецензий приводил в пример рассказ о том, как Грановский якобы обсуждал «Семейную хронику» С. Т. Аксакова, опубликованную уже после смерти Грановского (в «Современнике» за 1861 год Панаев извинился за «непростительный недосмотр»).
Некрасов в письме Добролюбову (от 1 января 1861 г.) предрекал, что воспоминания Панаева «наверно, произведут говор, не без примеси скандальцу». И действительно, «Воспоминания» вызвали ряд негативных отзывов современников, подчас не чуждавшихся печатных намеков на личные обстоятельства самого Панаева и близких к нему людей (напр., А. Ф. Писемский — на «треугольник» Панаев — Панаева — Некрасов; Н. Ф. Павлов — на «Огаревское дело»). Н. Н. Страхов охарактеризовал произведение Панаева, как бессвязное и малоинтересное: автор, по его словам, «обращает преимущественное внимание на всякие пошлости»; он неспособен передать внутренний мир своего собеседника, ему свойственно «отсутствие глубины, та же страсть к поверхностной карикатуре». Писемский также дал негативный отзыв: «Этот писатель должен быть чрезвычайно свободомыслящий человек; он, я думаю, способен всё на свете написать про всякого, кто только имел неосторожность пускать его к себе в дом». Ю. Олеша впоследствии заметил, что «Литературные воспоминания» Панаева написаны «по-мужски, по-писательски».
«Литературные воспоминания» Панаева вызвали появление злой эпиграммы Н. Ф. Щербины на Панаева в форме эпитафии на его могиле:
Лежит здесь, вдыхая позор неизвестности,
Панашка - публичная девка российской словесности.
Cупруга Панаева, Авдотья Яковлевна, вдохновилась примером мужа и в 1889 году опубликовала в «Историческом вестнике» Шубинского собственные воспоминания о встречах с писателями середины века. «Литературные воспоминания» И. И. Панаева использованы А. Я. Панаевой при создании ее «Воспоминаний» как в фактической основе, так и, в большой степени, в освещении многих ключевых моментов биографии.